# Brian Morris
Brian Morris (* 3. Juli 1939 in Lancashire, Vereinigtes Königreich) ist ein britischer Filmarchitekt.

## Leben und Wirken
Der aus der Grafschaft Lancashire stammende Morris studierte Theater-Design an der Central School of Art and Crafts in Manchester und ging anschließend als Bühnenbildner zur Shakespeare-Gesellschaft in Stratford-upon-Avon. Danach wirkte er vier Jahre lang als Szenenbildner für Fernsehfilme. 1972 debütierte Morris als Filmarchitekt beim Kinofilm.
Seit Ende der 1970er Jahre entwarf Brian Morris die Bauten für eine Reihe von außergewöhnlichen Inszenierungen ambitionierter Regisseure, darunter John Schlesinger, Alan Parker, Chris Menges, Adrian Lyne, Jean-Jacques Annaud, Sydney Pollack und Louis Malle. Neben mehreren Filmen, in denen die Musik oder das Schaffen von Musikkünstlern im Vordergrund stand (That’ll be the Day, Stardust, Pink Floyd – The Wall, Die Commitments, Evita) zählen zu seinen bemerkenswertesten Arbeiten der dialoglose Steinzeit-Film Am Anfang war das Feuer, die mystische Gut-versus-Böse-Allegorie Angel Heart, die halluzinatorische Achterbahnfahrt Jacob’s Ladder – In der Gewalt des Jenseits und die in „gehobenen Kreisen“ spielende Gesellschaftssatire Willkommen in Wellville. Für seine Filmarchitektur in Evita erhielt er 1997 eine Oscar-Nominierung
"Brian Morris’ Œuvre weist eine ungewöhnlich große Formenvielfalt auf; der Brite konstruierte mit gleicher Fabulierlust postmodern düstere, symbolbefrachtete Alptraumwelten wie historisch präzises und gepflegtes Plüschambiente von gutbürgerlicher Heimeligkeit." 2002 holte man Morris für die umfangreichen Bauten zu dem Piratenfilmklassiker Fluch der Karibik mit Johnny Depp; es sollte sein kommerziell größter Erfolg werden. Seitdem hat er seine Arbeitsintensität sukzessive reduziert.

## Filmografie
- 1972: Trau keinem über 18 (That’ll be the Day)
- 1974: Stardust
- 1974: Flame
- 1976: Julias unheimliche Wiederkehr (Full Circle)
- 1977: Sein letzter Mord (The Disappearance)
- 1979: Yanks – Gestern waren wir noch Fremde (Yanks)
- 1981: Am Anfang war das Feuer (La guerre du feu)
- 1982: Pink Floyd – The Wall
- 1982: Begierde (The Hunger)
- 1983: Another Country
- 1986: Angel Heart
- 1987: Zwei Welten (A World Apart)
- 1988: Homeboy
- 1989: Caddie Woodlawn
- 1990: Jacob’s Ladder – In der Gewalt des Jenseits (Jacob’s Ladder)
- 1990: Die Commitments (The Commitments)
- 1991: Last Boy Scout – Das Ziel ist Überleben (The Last Boy Scout)
- 1992: Stürmische Leidenschaft (Wuthering Heights)
- 1992: Verhängnis (Damage)
- 1994: Willkommen in Wellville (The Road to Wellville)
- 1995: Sabrina
- 1996: Evita
- 1997: Der Boxer (Hell’s Kitchen / The Boxer)
- 1998: The Insider
- 2000: Random – Nichts ist wie es scheint (On the Edge)
- 2001: Untreu (Unfaithful)
- 2002: Fluch der Karibik (Pirates of the Caribbean)
- 2004: Wimbledon – Spiel, Satz und … Liebe (Wimbledon)
- 2005: Firewall
- 2009: My One and Only – Auf der Suche nach Mr. Right (My One and Only)
- 2014: Ruth & Alex: Verliebt in New York (5 Flights Up)